# NBA年度最佳队友奖
NBA年度最佳队友奖，全名特曼-史托克斯年度最佳队友奖（英文：Twyman–Stokes Teammate of the Year Award）為一年一度的NBA獎項，頒發給被認為在比賽中「無私打球，對球隊專注敬業」的理想隊友。

## 由来
這座獎項的命名由來是取自兩位前NBA球員杰克·特威曼與莫里斯·斯托克斯，他們自1955年到1958年一直是羅徹斯特/辛辛那提皇家的隊友，直到1958年例行賽最後一場比賽，史托克斯切入上籃後頭部重重摔落至地面並一度失去意識，但在之後醒了過來。三天過後季後賽正式開始，史托克斯依然正常上場比賽，但在搭飛機時，史托克斯開始全身不由自主顫抖和冒汗，接著陷入昏迷就此癱瘓，診斷結果為腦震盪後所引起的腦部病變。特曼之後成為史托克斯的法定監護人並替他爭取權益、創立基金會，直到他在1970年去世。2004年，在特曼的爭取下，史托克斯入選了奈史密斯籃球名人紀念堂。

## 奖项设置
獎項共有12名候選人，東西區各6名。候選名單則由NBA傳奇明星組成的評審團選出，之後由全NBA球員投票選出，根據排名第一名10分、第二名7分、第三名5分、第四名3分、第五名1分。最終由總得分最高者得獎（與第一名的得票數無關），而NBA官方也會捐贈兩萬五千元美金給得獎者的基金會。
該獎項的造型設計為一名跌坐在地面上的球員，並由另一名隊友將其拉起。

## 获奖情况
洛杉磯快艇隊後衛昌西·比卢普斯為首位得獎者，邁阿密熱火隊前鋒肖恩·巴蒂尔得到第二名，而紐約尼克隊後衛傑森·基德得到第三名。而巴蒂尔則在2013-14 NBA賽季得到此獎，艾爾·傑佛森得到第二名，而德克·諾威斯基得到第三名。
蒂姆·邓肯在2014-15 NBA赛季得到此奖。文斯·卡特得到第二名，埃尔顿·布兰德得到第三名。

## 得獎者
| *         | 表示该球员入选了奈史密斯篮球名人堂 |
| ^         | 表示該球員为现役球员               |
| 球員（X） | 表示該球員的得獎次數               |

| 獎項年度 | 獲獎球員        | 位置   | 國籍 | 所屬球隊       | 來源   |
| -------- | --------------- | ------ | ---- | -------------- | ------ |
| 2012–13  | 昌西·比卢普斯*  | 後衛   | 美国 | 洛杉磯快艇     | [ 8 ]  |
| 2013–14  | 肖恩·巴蒂尔     | 前鋒   | 美国 | 邁阿密熱火     | [ 9 ]  |
| 2014–15  | 蒂姆·邓肯*      | 大前锋 | 美国 | 圣安东尼奥马刺 | [ 10 ] |
| 2015–16  | 文斯·卡特*      | 鋒衛   | 美国 | 孟菲斯灰熊     | [ 11 ] |
| 2016–17  | 德克·諾威斯基*  | 大前锋 | 德国 | 達拉斯小牛     | [ 12 ] |
| 2017–18  | 贾马尔·克劳福德 | 後衛   | 美国 | 明尼蘇達灰狼   | [ 13 ] |
| 2018–19  | 邁克·康利^      | 後衛   | 美国 | 曼菲斯灰熊     | [ 14 ] |
| 2019–20  | 朱·哈勒戴^      | 後衛   | 美国 | 紐奧良鵜鶘     | [ 14 ] |
| 2020–21  | 達米安·里拉德^  | 後衛   | 美国 | 波特蘭拓荒者   | [ 15 ] |
| 2021–22  | 朱·哈勒戴^ (2)  | 後衛   | 美国 | 密爾瓦基公鹿   | [ 16 ] |
| 2022–23  | 朱·哈勒戴^ (3)  | 後衛   | 美国 | 密爾瓦基公鹿   | [ 17 ] |
| 2023–24  | 邁克·康利^ (2)  | 後衛   | 美国 | 明尼蘇達灰狼   | [ 18 ] |
| 2024–25  | 斯蒂芬·库里^    | 後衛   | 美国 | 金州勇士       | [ 19 ] |

## 資料來源
1. 1 2  Aschburner, Steve. . Hang Time Blog. NBA.com (Turner Sports Interactive, Inc.). June 9, 2013  [June 9, 2013]. （原始内容存档于2013-06-17）.
2. ↑  . 今日新聞網. 2014年5月25日  [2014年6月8日]. （原始内容存档于2016年4月23日） （中文（繁體））.
3. ↑  . XXL美國職籃雜誌. 2013年7月, 219 (長昇文化).
4. ↑  . 虎扑体育. 2013年6月10日  [2014年6月9日]. （原始内容存档于2016年5月13日） （中文（简体））.
5. 1 2  . NBA.com. Turner Sports Interactive, Inc. June 9, 2013  [June 9, 2013]. （原始内容存档于2013-06-12）.
6. ↑  . NBA.com. Turner Sports Interactive, Inc. May 24, 2014  [May 24, 2014]. （原始内容存档于2014-05-27）.
7. ↑  . NBA.com. Turner Sports Interactive, Inc. August 19, 2015  [August 20, 2015]. （原始内容存档于2020-11-08）.
8. ↑  .   [2018-08-16]. （原始内容存档于2018-08-16）.
9. ↑  .   [2018-08-16]. （原始内容存档于2018-08-16）.
10. ↑  .   [2018-08-16]. （原始内容存档于2018-08-16）.
11. ↑  .   [2018-08-16]. （原始内容存档于2018-08-16）.
12. ↑  .   [2018-08-16]. （原始内容存档于2020-10-25）.
13. ↑  .   [2018-08-16]. （原始内容存档于2020-08-06）.
14. 1 2  .   [2019-06-25]. （原始内容存档于2019-10-18）.
15. ↑  . NBA.com. 2021-06-03  [2023-06-13]. （原始内容存档于2021-06-04） （美国英语）.
16. ↑  . NBA.com: NBA Communications. 2022-04-26  [2023-06-13]. （原始内容存档于2023-04-03） （美国英语）.
17. ↑  . ESPN.com. 2023-05-11  [2023-06-13]. （原始内容存档于2023-05-19） （美国英语）.
18. ↑  . NBA.com. 2024-05-01  [2024-05-01]. （原始内容存档于2023-05-19） （美国英语）.
19. ↑  . NBA.com. 2025-04-28  [2025-04-28]. （原始内容存档于2025-04-28） （美国英语）.

## 外部連結
- GIVE A HAND 最佳隊友（页面存档备份，存于）
- [場外] 完美詮釋最佳隊友 史透克斯、泰恩曼精神永流傳